# Diavatós (Imathie)
Diavatós (grec moderne : Διαβατός) est une localité située dans le dème de Véria, dans le district régional d'Imathie, dans la periphérie de Macédoine-Centrale, en Grèce.
Selon le recensement de 2011, elle compte 1 276 habitants.